# Wii Ajedrez
Wii Ajedrez es un videojuego de ajedrez para la consola Wii. Fue desarrollado por Nintendo y lanzado al mercado en Europa el 18 de enero de 2008. El juego también fue lanzado en Japón con el título Tsuushin Taikyoku: World Chess como un juego descargable de WiiWare. Es el único juego de la serie Wii que no se lanzó en Norteamérica o Australia.

## Jugabilidad
El juego es jugado utilizando el mando de Wii, pero en vez de utilizar la función de puntero para mover las fichas se utiliza el d-pad.
También hay disponible una opción que da instrucciones al jugador de cómo se puede mover cada ficha por el tablero. También se pueden grabar las partidas. Antes del cierre del servicio Nintendo WI-FI Connection se podía competir con jugadores a través de internet.

## Recepción
La Revista Oficial Nintendo de Reino Unido puntuó el juego con 78%. Lo que más les gustó es cómo de bien captura la esencia del ajedrez. Las mayeres críticas son los aburridos gráficos que no capturarán la atención de alguien a quien no le interesa el ajedrez. Eurogamer dio al juego un 7/10, diciendo que contiene muchas opciones, pero que faltan características que justifiquen el precio del juego.